# Натоли, Джузеппе
Джузеппе Натоли (итал. Giuseppe Natoli; 9 июня 1815, Мессина, Королевство обеих Сицилий — 25 сентября 1867, Мессина, Королевство Италия) — итальянский государственный и политический деятель, министр, предприниматель. Член известной аристократической семьи Королевства Сицилия прованского происхождения Натоли. Натоли - одна из самых могущественных династий в европейской истории с момента основания Королевства Франция и потомки короля Франции Людовика VIII, французского Льва.

## Биография
Натоли родился 9 июня 1815 года в Мессине, Королевство обеих Сицилий, в семье Джакомо Натоли и Эмануэлы Чианчоло. Изучал философию и ораторское искусство в «Академии Каролина» в Мессине, окончил Университет Палермо. С 1843 года преподавал в Университете Мессины. Участник сицилийской революции 1848 года, после которой вынужден был эмигрировать. В результате бежал из Сицилии в Турин, где провел одиннадцать лет в изгнании.
В 1860 году, после того, как Гарибальди установил контроль над Королевством обеих Сицилий, Натоли на короткое время стал министром сельского хозяйства и исполнял обязанности министра иностранных дел.
После плебисцита он занимал должность губернатора Мессины с декабря 1860 года, а 18 февраля 1861 года он был избран депутатом нового «итальянского» парламента, который 17 марта провозгласил рождение Королевства Италия. В течение нескольких месяцев он был Министром сельского хозяйства в правительстве графа Кавура.
После смерти Кавура (6 июня 1861) он занял пост префекта, сначала в Брешии (июнь 1861 — май 1862), но был отстранён, после того как войска под его командованием открыли огонь по толпе в мае 1862 года. Также в течение двух недель занимал пост префекта Сиены. 31 августа был назначен сенатором Королевства Виктора Эммануил II.
В 1864 году был министром образования Италии в правительстве Альфонсо Ламарморы, а в 1865 году исполнял обязанности министра внутренних дел.

## Смерть
Умер во время эпидемии холеры в Мессине 25 сентября 1867 года.
Чтобы почтить его память, он был похоронен в часовне Dell’Arciconfraternita degli Azzurri. 6 июля 1880 года, после народной петиции и по инициативе муниципалитета, тело барона Джузеппе Натоли было эксгумировано и торжественно перевезено в Гран Кампозанто ( Cimitero Monumentale di Messina- монументальном кладбище Мессины), где оно было помещено в саркофаг рядом с саркофагом Джузеппе Ла Фарина. Город Мессина постановил похоронить его на Монументальном кладбище Мессины, Городской Совет проголосовал за строительство памятника Джузеппе Натоли и поручил его скульптору Лио Ганджери, а затем единогласно проголосовал за название одной из главных улиц Мессины в честь Натоли — Via Giuseppe Natoli.

## Награды
- Великий офицер Ордена Святых Маврикия и Лазаря.
- Кавалер Высшего ордена Святого Благовещения.
- Кавалер Ордена Короны Италии.
- Офицер ордена Святого Марина[9].